# Енглвейл (Північна Дакота)
Енглвейл (англ. Englevale) — переписна місцевість (CDP) в США, в окрузі Ренсом штату Північна Дакота. Населення — 36 осіб (2020).

## Географія
Енглвейл розташований за координатами 46°23′28″ пн. ш. 97°54′14″ зх. д. / 46.39111° пн. ш. 97.90389° зх. д. (46.391177, -97.903831).  За даними Бюро перепису населення США в 2010 році переписна місцевість мала площу 3,85 км², уся площа — суходіл.

## Демографія
Згідно з переписом 2010 року, у переписній місцевості мешкало 40 осіб у 19 домогосподарствах у складі 11 родини. Густота населення становила 10 осіб/км².  Було 21 помешкання (5/км²).
Расовий склад населення:
| - 100,0 % — білих |

До двох чи більше рас належало 0,0 %. Частка іспаномовних становила 0,0 % від усіх жителів.
За віковим діапазоном населення розподілялося таким чином: 25,0 % — особи молодші 18 років, 62,5 % — особи у віці 18—64 років, 12,5 % — особи у віці 65 років та старші. Медіана віку мешканця становила 47,7 року. На 100 осіб жіночої статі у переписній місцевості припадало 81,8 чоловіків;  на 100 жінок у віці від 18 років та старших — 100,0 чоловіків також старших 18 років.
Цивільне працевлаштоване населення становило 83 особи. Основні галузі зайнятості: мистецтво, розваги та відпочинок — 51,8 %, виробництво — 42,2 %, сільське господарство, лісництво, риболовля — 6,0 %.